# 南抃
南抃（？—？），辽朝官员，蓟州渔阳人。
乾统七年（1107年），官至少府少监知秘书少监，撰写上方感化寺碑。感化寺在渔阳西北田盘山，从北魏太和年间，开始兴建，唐朝后期，道宗、常实两位大师发扬光大。寺庙的田地后来被当地豪族侵占，后来僧人法云、法逍将其收回。僧人士贤元悟、士侃、圆净请南抃来写碑文。同年，他写普济寺严慧大德塔记铭，署名朝请大夫、少府少监知秘书少监、上骑都尉、汝南郡开国子、食邑五百户、赐紫金鱼袋。天庆四年（1114年），他担任朝议大夫、守少府少监前知秘书少监、上骑都尉、赐紫金鱼袋，为王师儒写墓志铭。